# Chính sách thị thực của Thái Lan
Du khách đến Thái Lan phải xin thị thực từ một trong những phái vụ ngoại giao Thái Lan trừ khi họ đến từ một trong những quốc gia được miễn thị thực hoặc quốc gia mà công dân có thể xin thị thực tại cửa khẩu.
Thái Lan hiện miễn thị thực cho 57 quốc gia. Chính phủ Thái Lan có các thỏa thuận song phương về bãi bỏ thị thực với một số quốc gia. Công dân của 21 quốc gia có thể xin thị thực tại cửa khẩu.
Tính đến tháng 5 năm 2014, chính sách visa run không còn hiệu lực nữa, nghĩa là nếu người nước ngoài muốn quay lại Thái Lan sau khi thị thực hết hạn một thời gian ngắn, họ phải xin thị thực mới. Tháng 8 năm 2014 Thủ tướng Thái Lan yêu cầu cảnh sáp nhập cảnh linh hoạt hơn vì việc yêu cầu thị thực nghiêm ngặt làm ảnh hưởng đến nhà trường và ngành du lịch.

## Bản đồ chính sách thị thực

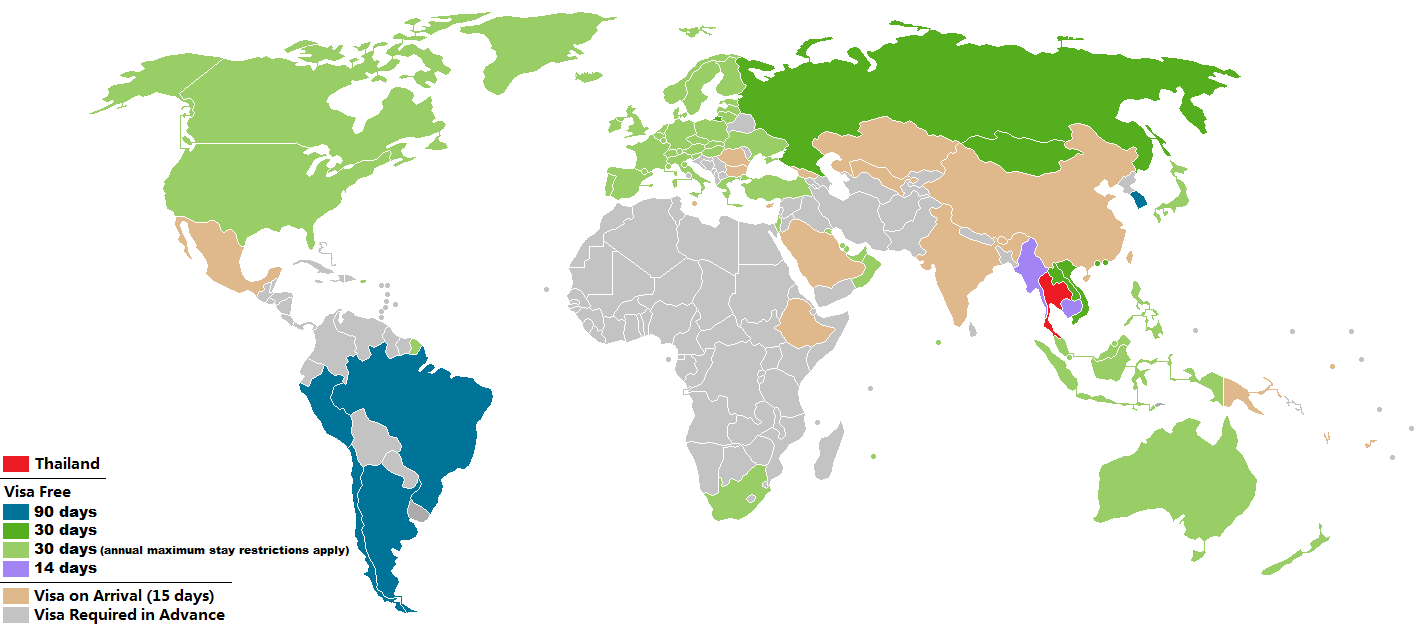
Bản đồ chính sách thị thực Thái Lan

## Miễn thị thực đối với hộ chiếu thông thường

### 90 ngày (5 nước)
Chính phủ của các quốc gia sau có thỏa thuận bãi bỏ thị thực song phương với Thái Lan. Người sở hữu hộ chiếu thông thường của các quốc gia này có thể đến Thái Lan mà không cần thị thực 90 ngày.
| - Argentina - Brasil - Chile | - Hàn Quốc - Peru |  |

### Bãi bỏ thị thực 30 ngày (6 nước)
Người sở hữu hộ chiếu thông thường được cấp bởi các quốc gia sau có thỏa thuận song phương với Thái Lan cho phép ở lại 30 ngày.
| - Hồng Kông - Lào - Macao | - Mông Cổ - Nga - Việt Nam |  |

### Miễn thị thực (30 ngày)

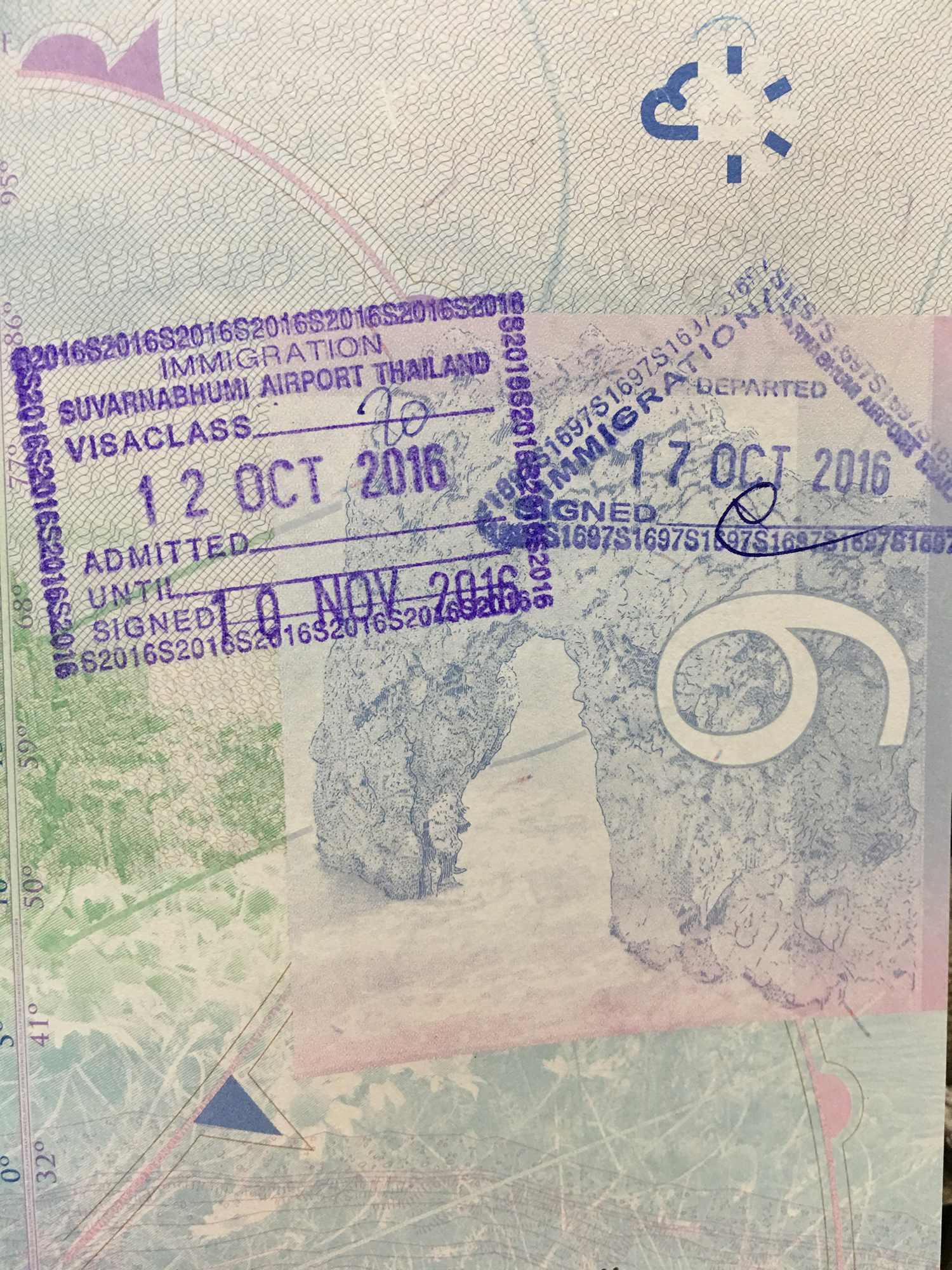
Dấu thị thực Thái Lan trên hộ chiếu Anh

Người sở hữu hộ chiếu thông thường của các quốc gia sau được miễn thị thực khi đến Thái Lan trong khoảng thời gian 30 ngày. Việc miễn thị thực được cho phép nhiều nhất 2 lần một năm khi đến bằng đường bộ hoặc đường thủy nhưng không có giới hạn nào với đường hàng không.
| - Úc - Áo - Bahrain - Bỉ - Brunei - Canada - Cộng hòa Séc - Đan Mạch - Estonia - Phần Lan - Pháp - Đức | - Hy Lạp - Hồng Kông - Hungary - Iceland - Indonesia - Ireland - Israel - Ý - Nhật Bản - Kuwait - Liechtenstein - Luxembourg | - Malaysia1 - Monaco - Hà Lan - New Zealand - Na Uy - Oman - Philippines - Ba Lan - Bồ Đào Nha - Qatar - Singapore - Slovakia | - Slovenia - Nam Phi - Tây Ban Nha - Thụy Điển - Thụy Sĩ - Turkey - Các Tiểu vương quốc Ả Rập Thống nhất - Vương quốc Anh2 - Hoa Kỳ |  |

1 - Công dân Malaysia không bị giới hạn nhập cảnh.
2 - Chỉ đối với Công dân Anh và Công dân Anh (hải ngoại).
Hầu hết công dân các nước được miễn thị thực liệt kê ở trên có thể xin gia hạn ở lại thêm 30 ngày kể từ ngày 29 tháng 8 năm 2014.

### 14 ngày (2 nước)
Dưới thỏa thuận song phương, người sở hữu hộ chiếu thông thường của 2 quốc gia sau có thể ở lại tối đa 14 ngày:
| - Campuchia - Myanmar (chỉ đối với đường hàng không) |

## Miễn thị thực đối với các loại hộ chiếu khác
Người sở hữu hộ chiếu ngoại giao hoặc công vụ cấp bởi các quốc gia và vùng lãnh thổ sau được phép đến Thái Lan mà không cần thị thực lên đến 90 ngày (trừ khi được chú thích):
| - Albania - Argentina - Áo - Belarus - Bỉ - Bhutan - Brasil - Brunei (30 ngày) - Campuchia (30 ngày) - Canada (30 ngày) - Chile - Trung Quốc (30 ngày) - Colombia - Costa Rica - Croatia - Cộng hòa Séc | - Ecuador (30 ngày) - Estonia D - Pháp (30 ngày đối với hộ chiếu công vụ) - Đức - Hồng Kông (30 ngày) - Hungary - Ấn Độ - Indonesia (30 ngày) - Israel - Ý - Nhật Bản - Lào (30 ngày) - Liechtenstein - Luxembourg - Macao (30 ngày) - Malaysia | - México - Mông Cổ (30 ngày) - Montenegro - Maroc - Myanmar (30 ngày) - Hà Lan - Nepal - Oman (30 ngày) - Pakistan (30 ngày) D - Panama - Peru - Philippines - Ba Lan - Romania - Nga - Singapore (30 ngày) | - Slovakia - Nam Phi - Tây Ban Nha D - Sri Lanka - Thụy Sĩ - Tajikistan - Tunisia - Thổ Nhĩ Kỳ - Vương quốc Anh (30 ngày) - Hoa Kỳ (30 ngày) - Ukraina - Uruguay - Việt Nam (30 days) |  |

D — chỉ với hộ chiếu ngoại giao.

## Thị thực tại cửa khẩu đối với hộ chiếu thông thường
Công dân của 21 quốc gia sau có thể xin thị thực tại cửa khẩu mà cho phép họ ở lại 15 ngày tại các điểm nhập cảnh chính bằng hàng không hoặc đường bộ. Thị thực tại cửa khẩu không thể gia hạn.
Phí thị thực tại cửa khẩu tăng từ 1.000 baht đến 2.000 baht vào ngày 27 tháng 9 năm 2016. Từ ngày 1 tháng 12 năm 2016 đến ngày 31 tháng 8 năm 2017 phí thị thực tại cửa khẩu để thúc đẩy du lịch.
| - Andorra - Bhutan - Bulgaria - Trung Quốc - Síp - Ethiopia - Fiji | - Ấn Độ - Kazakhstan - Latvia - Litva - Maldives - Malta - Mauritius | - Papua New Guinea - Romania - San Marino - Ả Rập Saudi - Đài Loan - Ukraina - Uzbekistan |  |

Có 48 điểm nhập cảnh cung cấp thị thực tại cửa khẩu, bao gồm are:
Sân bay quốc tế
| - Sân bay quốc tế Chiang Mai - Sân bay quốc tế Chiang Rai - Sân bay quốc tế Don Mueang - Sân bay quốc tế Hat Yai - Sân bay Hua Hin - Sân bay quốc tế Phuket | - Sân bay Samui - Sân bay Sukhothai - Sân bay Surat Thani - Sân bay Suvarnabhumi - Sân bay Trang - Sân bay quốc tế U-Tapao |  |

Điểm nhập cảnh đường bộ và cảng
| - Aranyaprathet' - Ban Prakop - Bangkok Harbour - Betong - Bueng Kan - Buketa - Chiang Khong - Chiang Saen - Kanchanaburi - Khlong Yai - Khuan Don - Ko Lipe - Krabi - Mae Sai - Map Ta Phut - Mukdahan - Nakhon Phanom - Nan | - Cảng Nong Khai - Điểm kiểm tra đường bộ Nong Khai - Padang Besar - Pattaya - Phibun Mangsahan - Phu Sing - Phuket - Pong Nam Ron - Sadao - Samui - Samut Prakan - Satun - Si Racha - Songkhla - Su-ngai Kolok - Tak - Tak Bai - Tha Li |  |

## Quá cảnh
Hành khách quá cảnh qua Sân bay Suvarnabhumi ít hơn 12 giờ không cần thị thực, trừ khi họ đi bằng Angkor Air, Beijing Capital Airlines, Cebu Pacific, Eastar Jet, Golden Myanmar Airlines, Indigo, Intira Airlines, Jeju Air, Jet Asia Airways, Jetstar Asia Airways, Jetstar Pacific, Jin Air, Juneyao Airlines, Lao Central Airlines, Tigerair Mandala, Norwegian Air, Orient Thai Airlines, Regent Airways, Shandong Airlines, Sichuan Airlines, South East Asian Airlines, SpiceJet, Spring Airlines, T'way Airlines, Thai Smile, Tigerair hoặc VietJet Air.
Những người quá cảnh qua Sân bay quốc tế Don Mueang ít hơn giờ không cần thị thực chỉ khi họ đi bằng Thai AirAsia hoặc Thai AirAsia X.

## Thẻ đi lại doanh nhân APEC
Người sở hữu hộ chiếu cấp bởi các quốc gia sau mà có thẻ đi lại doanh nhân APEC (ABTC) mà có mã "THA" ở phía sau được miễn thị thực khi đi công tác lên đến 90 ngày.
ABTC được cấp cho công dân của các quốc gia:
| - Úc - Brunei - Chile - Trung Quốc - Hồng Kông - Indonesia - Nhật Bản - Hàn Quốc - Malaysia | - Mexico - New Zealand - Papua New Guinea - Peru - Philippines - Nga - Singapore - Đài Loan - Việt Nam |  |

## Yêu cầu chứng nhận vắc xin sốt vàng

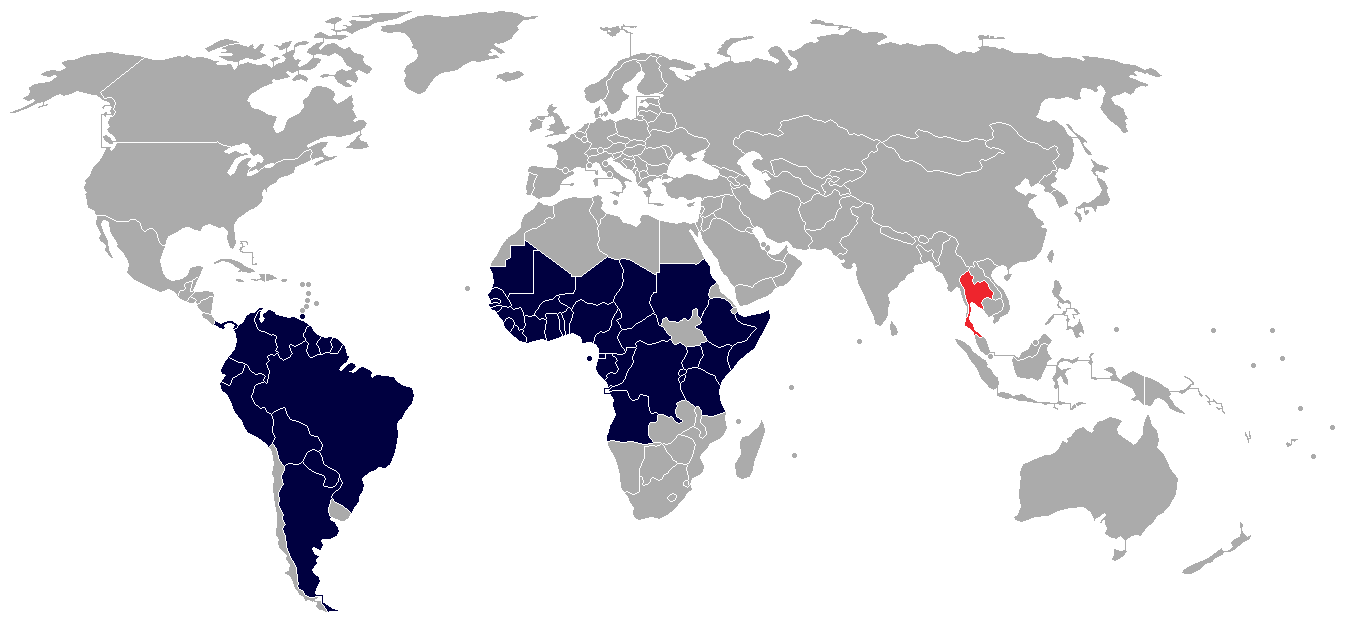
Bản đồ yêu cầu chứng nhận vắc xin sốt vàng

Công dân các quốc gia sau hoặc đến từ các quốc gia sau cần Chứng nhận vắc xin sốt vàng quốc tế để đến Thái Lan, trừ khi họ cung cấp được bằng chứng không định cư ở những khu vực này. Không đạt được yêu cầu nhày có thể dẫn đến từ chối nhập cảnh vào Thái Lan.
| - Angola - Argentina - Benin - Bolivia - Brasil - Burkina Faso - Burundi - Cameroon - Cộng hòa Trung Phi - Chad - Colombia - Congo - Côte d'Ivoire - Cộng hòa Dân chủ Congo - Ecuador | - Guinea Xích Đạo - Ethiopia - Guiana thuộc Pháp - Gabon - Gambia - Ghana - Guinea - Guinea-Bissau - Guyana - Kenya - Liberia - Mali - Mauritania - Niger - Nigeria | - Panama - Paraguay - Peru - Rwanda - Sao Tome và Principe - Senegal - Sierra Leone - Somalia - Sudan - Suriname - Tanzania - Togo - Trinidad và Tobago - Uganda - Venezuela |  |

## Thị thực điện tử
Thái Lan dự kiến giới thiệu thị thực điện tử năm 2018.

## Thống kê
Hầu hết du khách đên Thái Lan ngắn hạn đều đến từ các quốc gia sau:
| Thứ hạng | Quốc gia hoặc vùng lãnh thổ | 2017       | 2016       | 2015       | 2014       | 2013       | 2012       | 2011       | 2010       | 2009       | 2008       | 2007       | 2006       |
| -------- | --------------------------- | ---------- | ---------- | ---------- | ---------- | ---------- | ---------- | ---------- | ---------- | ---------- | ---------- | ---------- | ---------- |
| 1        | Trung Quốc                  | 9.805.753  | 8.757.466  | 7.934.791  | 4.636.298  | 4.637.335  | 2.786.860  | 1.721.247  | 1.122.219  | 777.508    | 826.660    | 907.117    | 949.117    |
| 2        | Malaysia*                   | 3.354.800  | 3.533.826  | 3.423.397  | 2.613.418  | 3.041.097  | 2.554.397  | 2.500.280  | 2.058.956  | 1.757.813  | 1.855.332  | 1.540.080  | 1.591.328  |
| 3        | Hàn Quốc                    | 1.709.070  | 1.464.218  | 1.372.995  | 1.122.566  | 1.295.342  | 1.263.619  | 1.156.283  | 885.445    | 758.227    | 889.210    | 1.183.652  | 1.092.783  |
| 4        | Lào*                        | 1.612.647  | 1.409.456  | 1.233.138  | 1.053.983  | 976.639    | 975.999    | 891.950    | 715.345    | 655.034    | 621.564    | 513.701    | 276.207    |
| 5        | Nhật Bản                    | 1.544.328  | 1.439.629  | 1.381.690  | 1.267.886  | 1.586.425  | 1.373.716  | 1.277.893  | 993.674    | 1.004.453  | 1.153.868  | 1.277.638  | 1.311.987  |
| 6        | Ấn Độ                       | 1.411.942  | 1.193.822  | 1.069.149  | 932.603    | 1.050.889  | 1.013.308  | 914.971    | 760.371    | 614.566    | 536.964    | 536.356    | 459.795    |
| 7        | Nga                         | 1.346.219  | 1.089.992  | 884.085    | 1.606.430  | 1.746.565  | 1.316.564  | 1.054.187  | 644.678    | 336.965    | 324.120    | 277.503    | 187.658    |
| 8        | Hoa Kỳ                      | 1.056.124  | 974.632    | 867.520    | 763.520    | 823.486    | 768.638    | 681.748    | 611.792    | 627.074    | 669.097    | 681.972    | 694.258    |
| 9        | Singapore*                  | 1.028.077  | 966.909    | 937.311    | 844.133    | 955.468    | 831.215    | 682.364    | 603.538    | 563.575    | 570.047    | 604.603    | 687.160    |
| 10       | Anh Quốc                    | 994.468    | 1.003.386  | 946.919    | 907.877    | 905.024    | 873.053    | 844.972    | 810.727    | 841.425    | 826.523    | 859.010    | 850.685    |
| 11       | Việt Nam*                   | 934.497    | 830.394    | 751.091    | 559.415    | 725.057    | 618.670    | 496.768    | 380.368    | 363.029    | 338.303    | 237.672    | 227.134    |
| 12       | Campuchia*                  | 854.431    | 686.682    | 487.487    | 550.339    | 481.595    | 423.642    | 265.903    | 146.274    | 96.586     | 85.790     | 99.945     | 117.100    |
| 13       | Đức                         | 849.283    | 835.506    | 760.604    | 715.240    | 737.658    | 682.419    | 619.133    | 606.874    | 573.473    | 542.726    | 544.495    | 516.659    |
| 14       | Hồng Kông                   | 820.894    | 749.694    | 669.165    | 483.131    | 588.335    | 473.666    | 411.834    | 316.476    | 318.762    | 337.827    | 367.862    | 376.636    |
| 15       | Úc                          | 817.091    | 791.631    | 805.946    | 831.854    | 900.460    | 930.241    | 829.855    | 698.046    | 646.705    | 694.473    | 658.148    | 549.547    |
| 16       | Pháp                        | 739.853    | 738.763    | 681.097    | 635.073    | 611.582    | 576.106    | 515.572    | 461.670    | 427.067    | 398.407    | 373.090    | 321.278    |
| 17       | Indonesia*                  | 574.764    | 535.625    | 469.226    | 497.592    | 594.251    | 447.820    | 370.795    | 286.072    | 227.205    | 247.930    | 237.592    | 219.783    |
| 18       | Đài Loan                    | 572.964    | 522.231    | 552.624    | 394.149    | 502.176    | 394.475    | 394.225    | 369.220    | 362.783    | 393.176    | 427.474    | 475.117    |
| 19       | Philippines*                | 380.886    | 339.486    | 310.975    | 304.813    | 321.571    | 289.566    | 268.375    | 246.430    | 217.705    | 221.506    | 205.266    | 198.443    |
| 20       | Myanmar*                    | 365.590    | 341.641    | 259.678    | 206.794    | 172.383    | 129.385    | 110.671    | 90.179     | 79.279     | 71.902     | 72.205     | 62.769     |
| 21       | Thụy Điển                   | 323.669    | 332.866    | 321.663    | 324.865    | 341.398    | 364.681    | 373.856    | 355.214    | 350.819    | 392.274    | 378.387    | 306.085    |
| 22       | Ý                           | 264.429    | 265.532    | 246.066    | 219.875    | 207.192    | 200.703    | 185.869    | 168.203    | 170.105    | 159.513    | 171.328    | 150.420    |
| 23       | Canada                      | 258.392    | 244.268    | 227.306    | 211.059    | 229.897    | 219.354    | 194.356    | 168.393    | 169.482    | 180.900    | 183.440    | 183.094    |
| 24       | Hà Lan                      | 222.077    | 235.708    | 221.657    | 211.524    | 218.765    | 208.122    | 198.891    | 196.994    | 205.412    | 193.541    | 194.434    | 180.830    |
| 25       | Thụy Sĩ                     | 209.434    | 208.967    | 206.454    | 201.271    | 199.923    | 191.147    | 170.044    | 155.761    | 148.269    | 143.065    | 146.511    | 140.741    |
|          | ASEAN*                      | 9.119.941  | 8.658.051  | 7.886.136  | 6.641.772  | 7.282.266  | 6.281.153  | 5.594.577  | 4.534.235  | 3.968.579  | 3.971.429  | 3.520.051  | 3.389.342  |
|          | Tổng                        | 35.381.210 | 32.588.303 | 29.923.185 | 24.809.683 | 26.546.725 | 22.353.903 | 19.230.470 | 15.936.400 | 14.149.841 | 14.584.220 | 14.464.228 | 13.821.802 |

* Quốc gia thành viên ASEAN